# 武公 (燕)
武公（ぶこう、生年不詳 - 紀元前555年）は、春秋時代の燕の君主。昭公の後を受けて燕国の君主となった。在位19年。